# Chiang Rai
Mueang Chiang Rai är en stad med en befolkning på 68 888 invånare (2012) i provinsen Chiang Rai, i norra delen av Thailand.

## Historik

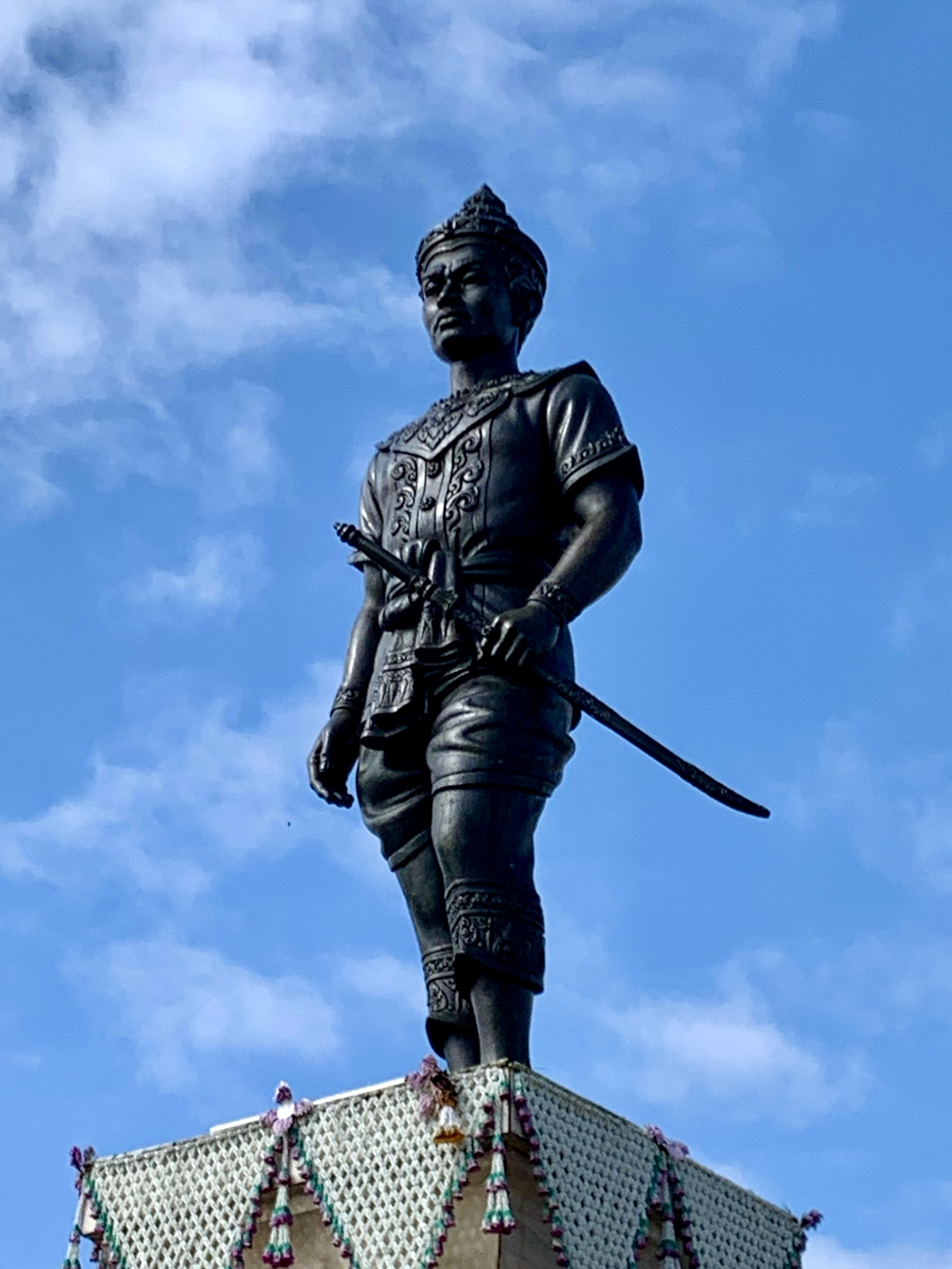
Kung Mengrais monument

Staden grundades 1262 av kung Mangrai och var huvudstad i riket Mangrai. Den förlorade senare sin betydelse när Chiang Mai blev huvudstad. Chiang Rai invaderades av Burma och var under burmesiskt styre fram till 1774 då staden blev vasallstad till Chiang Mai.

## Geografi
Chiang Rai ligger ungefär 840 km från Bangkok. Till Chiang Mai tar det 10 timmar med buss eller bil. Det går dagligt flyg till Bangkok. Flygtiden är ungefär en timme 40 minuter. Regionen är kuperad och det högsta bergets topp är 2 000 meter över havet. Den största floden är Kok river, som har sina källor i Myanmar och flyter norr om staden för att rinna ut i Mekong.

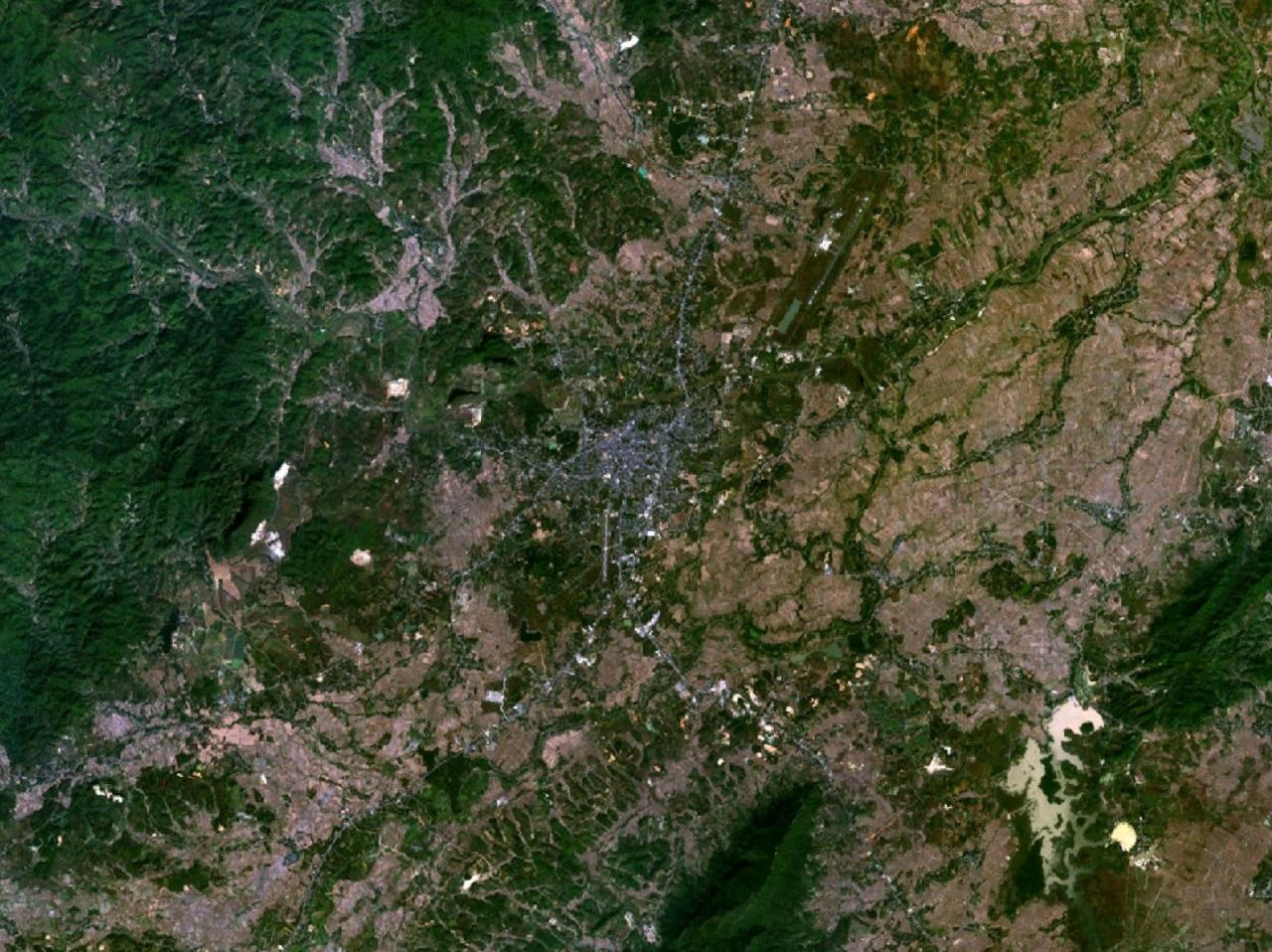
Satellitfoto över Chiang Rai

## Demografi
I bergen och skogarna runt staden finns flera minoritetsgrupper som karen, akha, hmong och lisu. 
Många kineser, särskilt från Yunnanprovinsen, har flyttat in och assimilerat sig i hög grad och även tagit över en del av affärsverksamheten i norra Thailand.
I staden finns finns museer, såsom Bergsfolkens museum (Hilltribe Museum) och Opiumhuset (House of opium). I Thailand har alla barn rätt till skolundervisning i 12 år. I Chiang Rai finns förutom de obligatoriska skolorna, ett universitet, en sjuksköterskeskola, en lärarskola och ett college för affärsutbildning och jordbruk.